# Walter Dirks

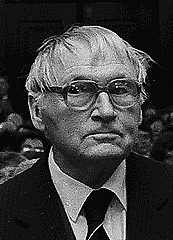
Walter Dirks (1987)

Walter Dirks (* 8. Januar 1901 in Hörde, jetzt Dortmund; † 30. Mai 1991 in Wittnau im Breisgau) war ein deutscher katholischer Publizist, Schriftsteller und Journalist. Er gilt als einer der prägendsten Intellektuellen der Bonner Republik.
Nach ihm, und seit 2000 auch nach seiner Ehefrau Marianne Dirks, ist der Frankfurter Walter-und-Marianne-Dirks-Preis benannt, der seit 1995 verliehen wird.

## Leben
Walter Dirks wurde am 8. Januar 1901 als Sohn des Bier-Reisenden Anton Dirks und seiner Ehefrau Luise Risse in Hörde geboren. Er hatte drei Geschwister. Aufgrund einer Herzerkrankung wurde der Vater arbeitsunfähig, was zum sozialen Abstieg der Familie führte. Die Mutter arbeitete als Fürsorgerin, zunächst bei der katholischen Gemeinde, später bei der Stadt Dortmund. Der Großvater mütterlicherseits stammte aus Westönnen (jetzt Stadt Werl) und betrieb in der Hörder Hermannstraße 26 die Gastwirtschaft „Zur Grafschaft Mark“, ein Treffpunkt der Arbeiter der Hermannshütte. Dirks besuchte das Gymnasium an der Lindemannstraße und absolvierte dort 1920 sein Abitur, hielt aber weiterhin Kontakt zum Arbeitermilieu seines Elternhauses. Er studierte an der Theologischen Fakultät Paderborn  und an der Universität Münster Theologie und trat dem Quickborn bei. Neben anderen veranlassten Dirks insbesondere die Schriften Wilhelm Hohoffs zum Studium des jungen Karl Marx.
Sein älterer Bruder wurde während der Ruhrbesetzung von französischen Truppen erschossen, Walter Dirks rief aber im Frühjahr 1923 in der Zeitschrift Quickborn zum Verständnis der französischen Position auf. Im selben Jahr lernte er auf der Burg Rothenfels den Theologen Romano Guardini kennen. Dirks begann seine journalistische Karriere 1924, als er Redaktionsmitglied der von Friedrich Dessauer herausgegebenen Rhein-Mainischen Volkszeitung wurde.
Am 28. August 1941 heirateten Walter Dirks und Marianne Ostertag (1913–1993).
Walter Dirks starb am 30. Mai 1991 in Wittnau.

## Leistungen
Dirks war der Sekretär Romano Guardinis in dessen Berliner Jahren und hatte eine führende Stellung in der Bewegung Quickborn inne. Von 1924 bis zur Auflösung durch die Nationalsozialisten 1934 war er Redakteur der linkskatholischen Rhein-Mainischen Volkszeitung, die von Friedrich Dessauer unter der Verlagsleitung von Josef Knecht herausgegeben wurde. Von 1928 bis 1931 betreute der die Zeitschrift des Friedensbundes Deutscher Katholiken und versuchte das politische Handeln christlich zu motivieren.  Er setzte sich im Gotteslästerungsprozess gegen den Maler George Grosz in der Weimarer Republik als Gutachter der Verteidigung für die Freiheit der Kunst ein. Dirks sprach sich für das Bündnis der Zentrumspartei mit der SPD aus und lehnte den Nationalsozialismus ab, ohne ein aktiver Widerstandskämpfer zu werden. Mit Theodor Steinbüchel teilte er das Interesse an den Frühschriften von Marx und an einer Ethik im marxistischen Denken. Sein Dissertationsprojekt über Georg Lukács’ Geschichte und Klassenbewusstsein, das er in Gießen bei Steinbüchel begonnen hatte, blieb jedoch wegen Zweifeln an der Tragfähigkeit des Themas und der Verfolgung durch die Nationalsozialisten unvollendet (das Manuskript soll wegen einer drohenden Hausdurchsuchung durch die Gestapo verbrannt worden sein).
Seit 1934 war Dirks Musikkritiker der vom Regime geduldeten Frankfurter Zeitung, ab 1938 deren stellvertretender Feuilletonchef. Obwohl er in dieser Zeit keine politischen Kommentare abgab, erhielt er 1943 Schreibverbot und arbeitete für den Verlag Herder.
Nach dem Zweiten Weltkrieg setzte sich Dirks aktiv für den zivilen Neuaufbau Frankfurts ein und initiierte die Gründung der CDU in Frankfurt. Da seine Vision von der Verschmelzung von Christentum und Sozialismus sich auf Dauer in der Partei nicht durchsetzen ließ, zog er sich zurück. Gemeinsam mit Eugen Kogon und Clemens Münster gab er ab 1946 die Frankfurter Hefte heraus, die den Aufbau einer Demokratie auf der Grundlage eines Sozialismus aus christlicher Verantwortung anstrebten. Seit 1949 war er innenpolitischer Kommentator beim Südwestfunk, gleichzeitig arbeitete er 1953 bis 1956 am Frankfurter Institut für Sozialforschung und gab dort zusammen mit Theodor W. Adorno die Frankfurter Beiträge zur Soziologie heraus. 1956 bis 1967 leitete er das Kulturressort des Westdeutschen Rundfunks in Köln.
Durch seine publizistischen Beiträge wurde Dirks zu einer Identifikationsfigur für kritische Minderheiten im deutschen Katholizismus der 1950er bis 1980er Jahre. Zahlreiche Preise und Ehrungen zeigen aber, dass er weithin bekannt und anerkannt wurde als „Sprecher des moralischen Gewissens einer Gemeinschaft“ (Gustav Heinemann).
Walter Dirks war auch bildungspolitisch engagiert. Er gehörte dem 1953 gegründeten Deutschen Ausschuss für das Erziehungs- und Bildungswesen an und war beteiligt am Rahmenplan (1957) und dem Gutachten Zur religiösen Erziehung und Bildung in den Schulen (1962).
Dirks gehörte dem Kuratorium der 1957 gegründeten Deutsch-Israelischen Studiengruppe an der Freien Universität Berlin an. Die studentische Vereinigung setzte sich für die NS-Aufarbeitung, gegen den Antisemitismus und für die Annäherung mit Israel ein.
Die Erforschung seines Lebens und Werks insbesondere in der Zeit der Bundesrepublik stellen ein Desiderat der historischen, politik- und religionswissenschaftlichen Forschung dar, die sich in neuerer Zeit allerdings wieder stärker für ihn interessiert hat.

## Auszeichnungen
- 1959 – Großes Bundesverdienstkreuz
- 1966 – Ehrendoktor der Kath.-Theol. Fakultät der Universität Münster (Westfalen)
- 1969 – Kulturpreis des Deutschen Gewerkschaftsbundes
- 1971 – Ernennung zum Professor durch das Land Nordrhein-Westfalen
- 1976 – Wilhelm-Leuschner-Medaille
- 1981 – Romano-Guardini-Preis
- 1983 – den Goethepreis der Stadt Frankfurt am Main weigerte er sich anzunehmen aus Protest gegen die Vergabe an den Vorjahrespreisträger Ernst Jünger
- 1983 – Geschwister-Scholl-Preis für War ich ein linker Spinner?
- 1986 – Reinhold-Schneider-Preis der Stadt Freiburg im Breisgau
- 1986 – Staatspreis des Landes Nordrhein-Westfalen
- 1986 – Ehrenbürger der Stadt Dortmund und seines Wohnortes Wittnau

## Veröffentlichungen (Auswahl)

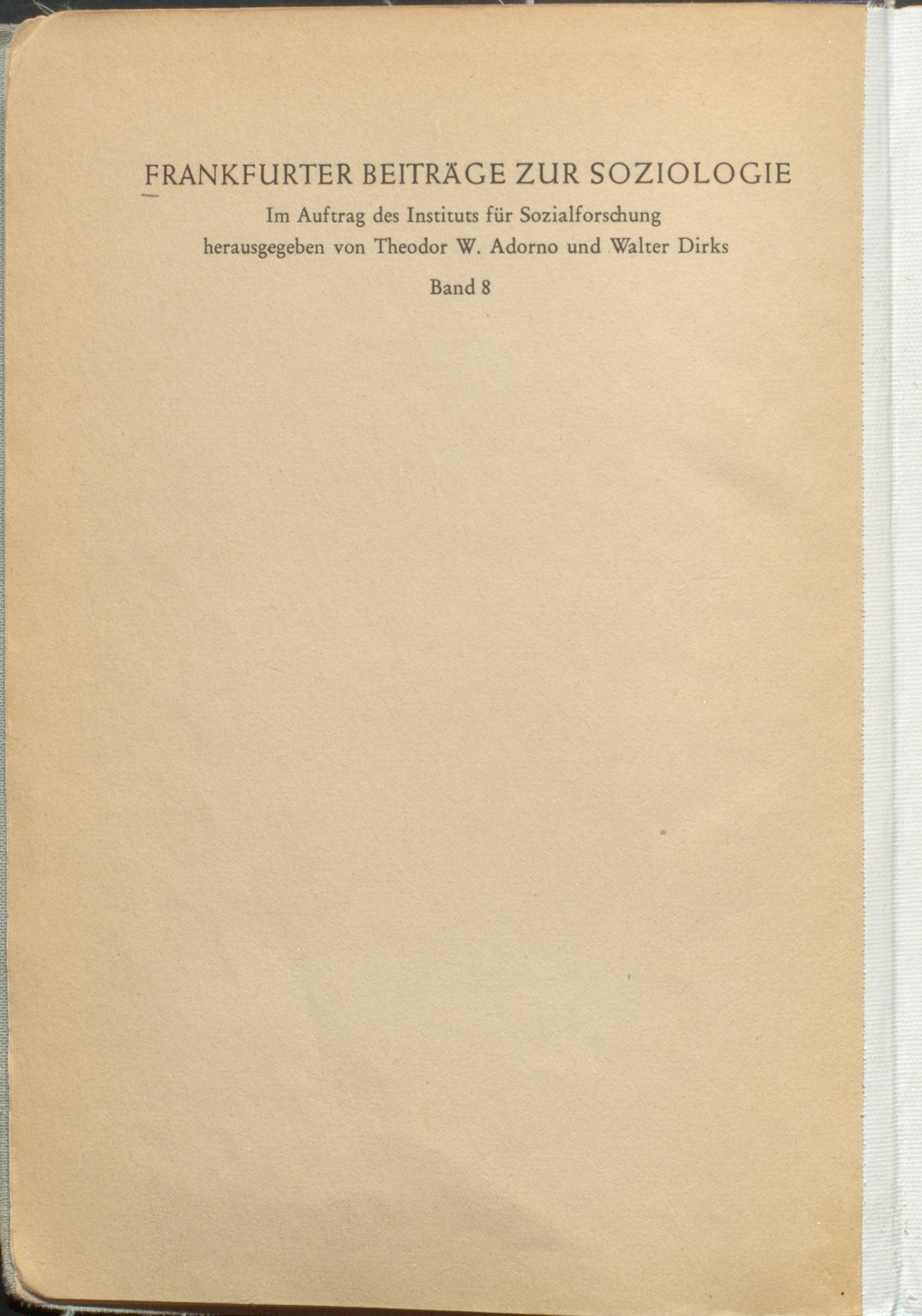
Dirks als Mitherausgeber der Frankfurter Beiträge zur Soziologie

- Erbe und Aufgabe. Frankfurt am Main 1931.
- Die Antwort der Mönche. Verlag der Frankfurter Hefte, Frankfurt am Main 1952.
- Blick in die Zukunft. In: Marianne Feuersenger (Hrsg.): Gibt es noch ein Proletariat? Dokumentation einer Sendereihe des Bayerischen Rundfunks. Europäische Verlagsanstalt, Frankfurt am Main 1962, S. 91–100.
- als Hrsg. mit Klaus von Bismarck: Christlicher Glaube und Ideologie. (Schriftenreihe) An 1964.
- als Hrsg. mit Klaus von Bismarck: Neue Grenzen – Ökumenisches Christentum morgen. 2 Bände. 1966–1969.
- Wider den Strich. In: Walter Jens (Hrsg.): Der barmherzige Samariter. Kreuz, Stuttgart 1973, ISBN 3-7831-0413-0, S. 52–64.
- War ich ein linker Spinner?  Kösel, München 1983, ISBN 3-466-20241-8.
- Der singende Stotterer – Autobiographische Texte. Kösel, München 1983, ISBN 3-466-20239-6.
- Republik als Aufgabe (= Gesammelte Schriften. Band 1). Zürich 1989.
- Gegen die faschistische Koalition (= Gesammelte Schriften. Band 2). Zürich 1990.
- Feuilletons im Nationalsozialismus (= Gesammelte Schriften. Band 3). Zürich 1990.
- Sozialismus oder Restauration (= Gesammelte Schriften. Band 4). Zürich 1987.
- Sagen was ist (= Gesammelte Schriften. Band 5). Zürich 1988.
- Politik aus dem Glauben (= Gesammelte Schriften. Band 6). Zürich 1989.
- Die unvollendete Aufklärung (= Gesammelte Schriften. Band 7). Zürich 1989.
- Für eine andere Republik (= Gesammelte Schriften. Band 8). Zürich 1987.